# Kesseltreiben
Ein Kesseltreiben bezeichnet im jagdlichen Sinn eine Treibjagd auf Hasen im Feld, bei der auch Füchse und Flugwild erlegt werden. 

## Durchführung
Schützen und Treiber laufen im Wechsel von einem Startpunkt aus nach links und rechts und umschließen dabei kreisförmig eine Fläche mit einem Durchmesser von etwa 1000 Metern. Wenn der Kessel geschlossen ist, erfolgt das Jagdsignal Anblasen des Treibens, worauf Schützen und Treiber gleichmäßig in Richtung Mittelpunkt vorrücken. Flüchtendes Wild darf nur mit Schrot beschossen werden bis sich der Kreis der Jagdteilnehmer auf einen Durchmesser von etwa 400 m verringert hat, was durch das Jagdsignal Treiber in den Kessel angezeigt wird. Mit dem Ertönen des Signals ist es verboten, weiter in den Kessel zu schießen. Die Schützen bleiben stehen und drehen sich nach außen, die Treiber rücken weiter in den Kessel bis zur Mitte vor, und treiben so das Wild hinaus. Die Schützen können dieses dann erlegen, sobald es den Kessel verlässt. Da sie nur nach außen schießen dürfen, ist Sicherheit gewährleistet. Das Kesseltreiben wird, wie die meisten Gesellschaftsjagden mit dem Hornsignal Hahn in Ruh beendet.

## Übertragene Bedeutung
In Gesellschaft, Medien und Politik wird unter einem Kesseltreiben im übertragenen Sinn eine systematische Hetz- und/oder Verleumdungskampagne gegen Personen verstanden.